# Архангельське (Покровський район)
Арха́нгельське — село Очеретинської селищної громади Покровського району Донецької області, в Україні. Населення становить 285 осіб.

## Загальні відомості
Відстань до райцентру становить близько 29 км і проходить переважно автошляхом Н20.
Землі села межують із територією с. Калинове Костянтинівського району Донецької області.

## Історія
В Архангельському проживала певний час родина власника Очеретинського цегельного заводу, батька знаменитого отамана Михайла Малашко - Василя Семеновича Малашко.
У 1936 році біля села було розкопано, як повідомляє П. Лаврів, поховання козака-характерника. Козак лежав у дубовому гробі, зробленому без жодного цвяха. Коли відкрили труну, побачили останки козака в червоних шароварах і синьому жупані, підперезаному зеленим поясом. Він лежав лицем донизу, а за поясом мав «горобчик» горілки, запечатаний сургучем. Прості люди називали характерників чаклунами, галдовниками, а попи вважали, що в них «вселився біс».

## Відомі люди
У селі народився літературознавець Чалий Дмитро Васильович.
З 1890 до 1914 року у селі жив Михайло Малашко (1885-1920), член Української Центральної Ради, головний отаман Донецького кряжу.

## Населення
За даними перепису 2001 року населення села становило 285 осіб, із них 49,12 % зазначили рідною мову українську та 50,88 %— російську.